# 陳穎欣 (政治人物)
陳穎欣（1990年12月1日—），是香港政治人物，工聯會成員及意見領袖，香港立法會議員，曾於2016至2019年任深水埗區議會麗閣選區議員，2021年獲頒行政長官社區服務獎狀。

## 簡歷
陳穎欣父親為香港海關人員總會會長、工聯會前副理事長陳志光。陳穎欣自中學起已被送往英國唸書 ，並先後畢業於香港大學和英国倫敦大學，是香港大學經濟及金融學士，和英国倫敦大學法學學士，之後加入工聯會擔任深水埗社區幹事。在做地區工作時經常幫助街坊捉蝨，所以當時有個花名叫「蝨王欣」。
2015年香港區議會選舉，陳穎欣首次代表工聯會出戰深水埗麗閣區議席，與時任民協立法會議員馮檢基爭奪，最後陳穎欣獲2531票當選，在前民協成員黃仲祺同時得到215票的情況下，贏馮檢基99票。
2019年香港區議會選舉，陳穎欣獲3051票，被民協李炯以541票之差擊敗，競逐連任失敗。
在区议会选举失利后，陳穎欣發展Youtube頻道评论时事成为网络红人；她亦于另一位落选区议员候选人夏泳迦经营Youtube频道。
2021年香港立法會選舉，陳穎欣首次代表工聯會出戰新界西南選區議席，最後陳穎欣獲62,690票當選，成為當屆最年輕的立法會議員。

## 爭議

### 2019冠狀病毒病期間涉嫌散播假新聞
2020年4月，陳穎欣在其YouTube頻道發布一段題為「英國德國科學家新發現拆穿英美向中國索償陰謀，源頭為美澳？首宗去年9月出現？英美都心虛？」的影片，內容引述英國劍橋大學研究團隊的新型冠狀病毒研究，指病毒源頭為美國或澳洲，截至4月28日，該影片的觀看次數超過38萬。香港新聞通訊社傳真社對此作出調查，發現該影片斷章取義，曲解研究結果。領導研究團隊的專家Peter Forster博士回覆傳真社查詢時表明，該研究目的根本不是找病毒源頭，而是分析病毒怎樣隨時間變異、在人類間傳播。他亦表示有數據顯示病毒爆發初期的患者普遍是東亞人，強烈說明病毒爆發初期在東亞人之間傳播，他否認曾說過「病毒不源於中國」，但亦不能排除其可能性。。

### 評論太子站襲擊事件一週年有孕婦被推跌事件
2020年9月1日，陳穎欣與另一建制派人物夏泳迦拍片評論在太子站襲擊事件一週年示威被警員推跌的孕婦，形容該孕婦是「犯婦人」，質疑她事後接受傳媒訪問時「七情上面」，乃有劇本安排。於2020年9月29日時任香港警務處處長鄧炳強在油尖旺區議會會議期間主動提到，2020年8月31日和2020年9月6日警方在旺角示威現場行動期間，就2020年8月31日有孕婦被推跌，鄧炳強表示，示威現場非常混亂，確實有人喊“有孕婦”，但並非所有在場人士都能聽到。

### 反對商場懸掛性感女性漫畫宣傳廣告
2020年10月6日，劉佩玉聯同立法會議員葛珮帆及深水埗區議會麗閣選區前區議員陳穎欣，到深水埗西九龍中心外舉行記者會，指接獲大量家長投訴商場外牆掛有6幅由本地漫畫插畫家林祥焜創作的作品，但作品展示了穿比堅尼泳衣，露出腰部和大髀內側的女子，又寫有「放肆」、「不忘初心」等字，令子女感到不安。劉佩玉批評廣告少女衣著十分暴露，令人感到不安和尷尬，意識不良，加上有不少家長和子女會路過，要求西九龍中心下架，如未獲回應，會發起網上聯署及去信淫褻物品審裁處。12日，商場以颱風襲港為由，拆除懸掛外牆的大型作品。25日，商場重新掛上其中3幅林祥焜作品及3幅甘小文女子畫像的作品。劉佩玉指當初只是盡責反映家長的投訴。

### 評論倪匡事件
2022年7月1日，陳穎欣在其YouTube頻道引述一段早前被港台下架的《鏗鏘說》節目內容評論已故著名香港作家倪匡，倪匡稱「受共產黨統治嘅地方點會有希望？無希望，等於中國大陸任何一個城市，香港嘅作用越嚟越細都好，最後叫咩大灣區、小灣區，香港嘅地位越嚟越低，到後尾無乜大作用。」斥責倪匡為「逃犯」，評論倪匡唱衰香港祖國，希望倪匡來生做狗。

### 指曾鈺成「造反」質疑基本法第23條立法
2024年2月，同屬建制派、民建聯前主席兼立法會前主席曾鈺成撰文關注基本法第23條立法未能釋除公眾疑慮，遭工聯會陳穎欣質疑在關鍵時候「造反」。曾鈺成黨友、立法會議員何俊賢反駁議員責任就是釋除坊間對23條的疑慮，而非提出疑慮的人都被標籤成反對23條；不點名批評有人為博取流量，攻擊發表正當意見的政界人士。陳回應說自己作為議員，面對23條立法的任何惡意抹黑都會挺身而出。

### 質疑余德寶協助在東南亞被禁錮港人目的
2025年初發生王星失蹤案，引起香港社會對於東南亞跨國人口販賣的關注，前公民黨油尖旺區區議員余德寶為被禁錮在詐騙園區的港人家屬提供協助。陳穎欣在個人YouTube頻道質疑其動機，認為他是為該年舉行的立法會選舉鋪路。對此余德寶本人則回應，他現時無意參選任何香港的選舉，今次純粹是由於有街坊在去年9月向他求助，所以才持續跟進至今，並表示自己是由衷想協助他們家人，希望能讓他們平安回到香港，一家團聚。有不少網民在其視頻下留言，批評她身為立法會議員不做實事，沒有幫助被騙去kk園的受害者家屬，卻指責出力幫忙的余德寶。

## 外部連結
- 陳穎欣的Facebook專頁

| 議會席位      | 議會席位                                                 | 議會席位    |
| ------------- | -------------------------------------------------------- | ----------- |
| 前任： 馮檢基 | 深水埗區議會 麗閣選區區議員 2016年1月1日－2019年12月31日 | 繼任： 李炯 |
| 新頭銜        | 香港立法會議員 新界西南 2022年1月1日－                   | 現任        |